# Памятник учащимся школ города Тюмени, не вернувшимся с войны
Памятник учащимся школ города Тюмени, не вернувшимся с войны (памятник «Прощание») установлен в Центральном районе Тюмени на улице Республики напротив Площади Борцов Революции в сквере «Прощание». Памятник посвящается юношам и девушкам, которые после окончания школы надели шинели и ушли на фронт.

## История
Идея установить памятник принадлежит учащимся г.Тюмени 1941—1945 гг. и их учителю Петру Юлиановичу (Ульяновичу) Хайновскому. Памятник представляет собой скульптурную группу из юноши в солдатской шинели с винтовкой и девушки, провожающей его на войну. Девушка изображена босой: война началась внезапно, и сборы были слишком поспешными. Рядом с постаментом из мрамора есть памятная надпись, а на пилонах перечислены фамилии павших выпускников школ Тюмени, сражавшихся и павших за свободу Родины.
Авторами этого монумента выступили тюменский скульптор Н. В. Распопов и архитектор Б. А. Жученко. Торжественное открытие памятника состоялось в июне 1991 г. и было приурочено к скорбной дате — пятидесятилетию со дня нападения Германии на Советский Союз.
Каждый год 22 июня по традиции оставшиеся в живых выпускники 1940-х гг. приносят к памятнику цветы и вспоминают поколение, которое забрала война.